# Stonewall (Teksas)
Stonewall je naseljeno mjesto za statističke potrebe u američkoj saveznoj državi Teksas. Prema popisu stanovništva iz 2010. u njemu je živjelo 505 stanovnika.